# Скало (Латина)
Скало је насеље у Италији у округу Латина, региону Лацио.
Према процени из 2011. у насељу је живело 621 становника. Насеље се налази на надморској висини од 15 м.